# Shangguan, Henan
Shangguan (kinesiska: 上官, 上官镇) är en köping i Kina. Den ligger i provinsen Henan, i den centrala delen av landet, omkring 120 kilometer nordost om provinshuvudstaden Zhengzhou. Antalet invånare är 72 320. Befolkningen består av 36 052 kvinnor och 36 268 män. Barn under 15 år utgör 24,0 %, vuxna 15-64 år 66 %, och äldre över 65 år 8,0 %.
Genomsnittlig årsnederbörd är 705 millimeter. Den regnigaste månaden är juli, med i genomsnitt 211 mm nederbörd, och den torraste är januari, med 7 mm nederbörd.